# The Masterplan (игра)
The Masterplan (с англ. — «Гениальный план») — компьютерная игра в жанрах тактической стратегии и стелса, разработанная и изданная студией Shark Punch на платформах Microsoft Windows и macOS 4 июня 2015 года.

## Игровой процесс
Игрок управляет группой грабителей, которая обворовывает банки, музеи, бары, продуктовые магазины, букмекерские конторы и ювелирные магазины. Цель каждого уровня — украсть деньги и скрыться с места преступления.
Перед каждым ограблением персонаж игрока находится в своём убежище, где берёт задание на ограбление (выбор заданий линейный). Также в убежище можно приобрести оружие или нанять новых людей для ограбления.
В роли противников выступают охранники, которые патрулируют здание и могут вызвать полицию. Также полицию могут вызвать простые люди или сотрудники здания, если увидят что-то подозрительное. Во время ограбления можно брать в заложники охранников или сотрудников, а также лишать их сознания. Количество денег, которое один грабитель может взять, ограничено, поэтому ограбления с большим количеством людей выгоднее. Двери в офисы и хранилища с деньгами могут быть закрыты на замок, в этом случае игрок должен найти ключи.

## Разработка
15 сентября 2014 года Shark Punch выпустила игру в раннем доступе в Steam. Разработчики объявили, что игра выйдет весной 2015 года. В игре было доступно несколько уровней.
11 января 2015 года были добавлены новые уровни.
Игра вышла 4 июня 2015 года.

## Отзывы
| Сводный рейтинг | Сводный рейтинг |
| Агрегатор       | Оценка          |
| --------------- | --------------- |
| GameRankings    | 72,67 %         |